# United States Gypsum Corporation
United States Gypsum Corporation ou USG Corporation (NYSE : USG) est une société américaine spécialisée dans la fabrication de matériaux de construction. En 2004, USG fait partie du classement Fortune 500. Son siège est situé à Chicago dans l'Illinois.

## Histoire
En août 2016, USG annonce la vente de sa division de distribution L&W Supply à ABC Supply pour 670 millions de dollars.
En juin 2018, USG annonce son acquisition par Knauf pour 7 milliards de dollars.